# Indywidualne Mistrzostwa Danii na Żużlu 2004
Indywidualne Mistrzostwa Danii na Żużlu 2004 – cykl turniejów żużlowych, mających na celu wyłonienie najlepszych żużlowców w Danii w sezonie 2004. Tytuł zdobył, jedyny raz w karierze, Bjarne Pedersen.

## Finał
- Holsted – 23 kwietnia 2004

| Msc. | Zawodnik               | Klub        | Pkt |             | Uwagi             |
| ---- | ---------------------- | ----------- | --- | ----------- | ----------------- |
| 1    | Bjarne Pedersen        | Slangerup   | 14  | (3,3,3,3,2) |                   |
| 2    | Nicki Pedersen         | Holsted     | 13  | (3,2,2,3,3) | I m. w 21. biegu  |
| 3    | Kenneth Bjerre         | Slangerup   | 13  | (2,3,3,2,3) | II m. w 21. biegu |
| 4    | Hans Andersen          | Fredericia  | 12  | (3,1,2,3,3) |                   |
| 5    | Charlie Gjedde         | Fredericia  | 10  | (2,2,3,1,2) |                   |
| 6    | Jesper Bruun Jensen    | Slangerup   | 9   | (1,3,2,3,0) |                   |
| 7    | Niels Kristian Iversen | Holsted     | 8   | (2,u,3,2,1) |                   |
| 8    | Mads Korneliussen      | Slangerup   | 8   | (2,2,1,0,3) |                   |
| 9    | Henning Bager          | Outrup      | 8   | (1,2,1,2,2) |                   |
| 10   | Morten Risager         | Fredericia  | 7   | (3,3,1,0,0) |                   |
| 11   | Ronni Pedersen         | Slangerup   | 6   | (0,1,2,1,2) |                   |
| 12   | Henrik Moller          | Holsted     | 5   | (0,1,1,2,1) |                   |
| 13   | Brian Lyngso           | Kronjylland | 4   | (1,1,w,1,1) |                   |
| 14   | Rune Knudsen           | Slangerup   | 2   | (0,0,0,1,1) |                   |
| 15   | Tommy Georgsen         | Outrup      | 1   | (1,0,0,0,0) |                   |
| 16   | Jesper Kristiansen     | Grinsted    | 0   | (0,0,0,0,0) |                   |
|      | rez. Steen Jensen      | Brovst      | ns  |             |                   |
|      | rez. Charlie Moller    | Holsted     | ns  |             |                   |

## Bieg po biegu
1. Andersen, Gjedde, Bager, R. Pedersen
2. N. Pedersen, Bjerre, Jensen, Moller
3. Risager, Iversen, Georgsen, Kristiansen
4. B. Pedersen, Korneliussen, Lyngso, Knudsen
5. B. Pedersen, Gjedde, Moller, Kristiansen
6. Jensen, Korneliussen, R. Pedersen, Georgsen
7. Risager, N. Pedersen, Andersen, Knudsen
8. Bjerre, Bager, Lyngso, Iversen (u)
9. Gjedde, Jensen, Risager, Lyngso (w)
10. Iversen, R. Pedersen, Moller, Knudsen
11. Bjerre, Andersen, Korneliussen, Kristiansen
12. B. Pedersen, N. Pedersen, Bager, Georgsen
13. N. Pedersen, Iversen, Gjedde, Korneliussen
14. B. Pedersen, Bjerre, R. Pedersen, Risager
15. Andersen, Moller, Lyngso, Georgsen
16. Jensen, Bager, Knudsen, Kristiansen
17. Bjerre, Gjedde, Knudsen, Georgsen
18. N. Pedersen, R. Pedersen, Lyngso, Kristiansen
19. Andersen, B. Pedersen, Iversen, Jensen
20. Korneliussen, Bager, Moller, Risager
21. Bieg dodatkowy o miejsca 2–3: N. Pedersen, Bjerre